# Vasana
Vāsanā (devanāgarī: वासना) est un terme sanskrit qui, dans la philosophie indienne, signifie « imprégnation » ou « impression d'une sensation antérieure ». Les vāsanā correspondent approximativement à ce que nous nommons inconscient, les désirs, les tendances latentes ou encore les inclinations.

## Aperçu historique
Dans la philosophie indienne, le terme vāsanā apparaît après celui de saṃskāra car on ne le rencontre pas dans les premières Upaniṣad. Les Yoga Sūtra, l'Abhidhānapradīpikā de Moggallāna et la Muktikā Upaniṣad qui est antérieure au XVIIe siècle le mentionnent.

## Vāsanā dans l'hindouisme

### Advaita Vedānta
Dans l'Advaita Vedānta les vāsanā sont couplées aux saṃskāra. Celles-ci sont comme dans le Sāṃkhya Yoga ou le Yoga de Patañjali des saṃskāra de vies antérieures qui s'actualisent dans la vie présente sous forme de pulsions ou de désirs. 
"L’idée de base est que toute expérience, acte et cognition afférente, affection de la sensibilité, sentiment, concept, etc., une fois vécue, ne meurt jamais irrémédiablement. Elle laisse une trace dans le psychisme. (...) Et le psychisme est comparé à une boîte où une substance odorante a été placée puis retirée. Le parfum reste. De même l’expérience vécue laisse une trace invisible, mais réelle, appelée vāsanā. Ces traces ne demeurent pas dans un état chaotique à l’intérieur du psychisme. Elles s’organisent entre elles et ainsi construisent une personnalité, apprêtent l’individu à de nouvelles expériences, lui permettent par exemple le souvenir, le rendent capable de nouvelles activités psychiques".

### Sāṃkhya Yoga
Dans les Yoga Sūtra de Patañjali, les vāsanā sont les impressions subtiles formées dans le citta suivant l'effet des actions dont le réservoir est le Karmāśaya.

## Vāsanā dans le bouddhisme
Vāsanā, dans le bouddhisme, a un sens proche de celui que lui donnent le Vedānta ou le Sāṃkhya Yoga.  Le terme désigne une « imprégnation mentale » (la racine est vāsa, odeur, parfum). Cette imprégnation est cependant moins forte et moins profonde que celle des saṃskāra, qui sont des facteurs conditionnant. On pourrait comparer cela aux habitudes d'un fumeur occasionnel, par opposition à celles d'un intoxiqué du tabac. Le lien avec le karma est plus ténu qu'avec les saṃskāra. Par exemple, dans le Milindapañha (PTS 10), le futur moine Nagasena, avant de rejeter l'autorité des Védas, est qualifié de pubbavāsanāya, ce que Louis Finot traduit par « le cœur vibrant d'impressions anciennes », alors que T.W. Rhys Davids rend par « suivant une impulsion apparaissant en son cœur comme résultat d'un ancien karma ».